# 奧科穆國家公園
奧科穆國家公園是西非國家尼日利亞的國家公園，位於該國南部貝寧城西北60公里，佔地200平方公里，成立於1935年，野生動物包括非洲水牛、非洲森林象、黑猩猩、侏儒鱷、林羚、疣豬、非洲野貓、樹穿山甲等。